# Chris Foreman
Chris Foreman, właśc. Christopher John Foreman, pseud. Chrissy Boy (ur. 8 sierpnia 1958 w Londynie) – brytyjski muzyk, najbardziej znany jako gitarzysta i kompozytor brytyjskiego zespołu ska pop rockowego Madness.
W 1976 roku razem z Lee „Kix” Thompsonem, Mikiem „Monsieur Barso” Barsonem założył Madness. W 1986 roku zespół rozpadł się. Dwa lata później razem z Grahamem „Suggs” McPhersonem, Cathalem „Chas Smash” Smythem i Lee „Kix” Thompsonem założył zespół The Madness. Grupa wydała album pod tym samym tytułem. Zespół nie osiągnął sukcesu komercyjnego, wkrótce przestał istnieć. W 1990 roku razem z Lee „Kix” Thompsonem utworzyli projekt The Nutty Boys, który wydał album Crunch! (1990) oraz ep-kę „It's OK, I'm a Policeman” (1992). W 1992 roku Foreman wrócił na scenę z odrodzonym Madness, opuścił go jednak w 2005 roku tuż po nagraniu albumu The Dangermen Sessions Vol. 1. W 2006 r. ponownie powrócił w szeregi macierzystego zespołu.
Jest kompozytorem lub współkompozytorem wielu utworów zespołu m.in. „Land of Hope and Glory”, „In the Middle of the Night”, „Baggy Trousers”, „Close Escape”, „Cardiac Arrest”, „Rise and Fall”, „Madness (Is All in the Mind)”, „Our House”, „Yesterday's Men”, „Uncle Sam”, „That Close”. Uczestniczył w nagraniach wszystkich albumów studyjnych Madness.